# Vojtěch Basovník
Vojtěch Basovník (14. srpna 1912 Polešovice – 17. března 1955 Jičín) byl český katolický kněz a řeholník, jeden z prvních budovatelů salesiánského díla v českých zemích. Za komunistického režimu byl uvězněn a zemřel jako politický vězeň na následky zanedbání lékařské péče. Někdejší provinciál jezuitů Jan Pavlík o něm prohlásil, že by měl být blahoslaven.

## Život
V roce 1925 jej polešovický kaplan Suchánek poslal do italské Perosy k salesiánům, kde se rozhodl vstoupit do řádu. První sliby složil v roce 1928. Studoval filosofii v Římě a posléze teologii v Turíně. Dne 2. června 1938 byl vysvěcen na kněze. Po návratu do rodné země vyučoval své spolubratry filosofii a teologii (postupně v Ostravě, Fryštáku a Brně). Po válce působil v Mníšku pod Brdy a nakonec v Oseku u Duchcova.
V roce 1950 byl při Akci K internován, posléze pracoval u PTP, kde tajně dál vyučoval teologii. V roce 1953 byl zatčen a ve vykonstruovaném procesu odsouzen za „sdružování proti republice“ a „zneužití náboženské funkce“ ke 4 letům vězení. Byl vězněn ve Valdicích a na Tmavém dole ve Rtyni v Podkrkonoší. Na následky krutého zacházení a zanedbání/odepření lékařské péče a z toho plynoucí otravy krve zemřel v nemocnici v Jičíně.

## Příčina smrti
Otec Basovník byl 11. února 1955 hospitalizován na vězeňské ošetřovně ve velmi špatném stavu, posléze u něj byl objeven absces v oblasti hýždí o velikosti dvou dlaní. Vězeňský lékař MUDr. Fruhwirth jej nejprve léčil mastmi a později provedl operaci, při níž absces otevřel a vymyl. Operace byla provedena bez anestezie a lékař při ní vymačkal kbelík hnisu. Dle svědectví vězňů lékař opakovaně žádal Basovníkův převoz do nemocnice s tím, že ošetřovna neposkytuje podmínky pro léčbu tak vážného stavu, ale vězeňská správa na to nereagovala. Dne 9. března se u Basovníka projevily příznaky celkové otravy krve, nicméně přes naléhání lékaře byl do nemocnice v Jičíně odvezen až 10. března. O týden později na následky celkové sepse zemřel.
Následné vyšetřování odhalilo mnoho nesrovnalostí a nedostatků ve zdravotnické dokumentaci věznice. Vedení věznice se za pomoci této dokumentace (s největší pravděpodobností zmanipulované) a svědectví znalců snažilo svalit vinu na lékaře a dokonce ho pohnalo před soud, ten jej však osvobodil, mimo jiné na základě svědectví vězňů, kteří dosvědčovali, že se MUDr. Fruhwirth staral o nemocné vězně s veškerou možnou péčí a že vina leží na vedení věznice, které odpíralo vězňům ošetření a MUDr. Fruhwirthovi zdravotnický materiál a nedovolovalo převozy vězňů do nemocnic.

## Posmrtné pocty
Pohřben byl na vězeňském hřbitově ve Valdicích, v roce 1969 byly jeho ostatky za účasti kardinála Štěpána Trochty a dalších spolubratří exhumovány a přesunuty na polešovický hřbitov.